# Sunrise Flacq United SC
El Sunrise Flacq United fue un equipo de fútbol de Mauricio que alguna vez jugó en la Primera División de las islas Mauricio, la liga de fútbol más importante del país.

## Historia
Fue fundado en el año 1948 en la ciudad de Flacq y fue el principal rival del desaparecido Fire Brigade SC, ganando 8 títulos de la máxima categoría contra 13 de sus rivales, pero donde se cruzaban más veces era en la copa, donde el Sunrise ganó 12 títulos de copa en total, pero con el tiempo fue perdiendo popularidad en la ciudad debido al Faucon Flacq SC, el otro equipo de la ciudad en la máxima categoría.
A nivel internacional participó en 8 torneos continentales, en donde nunca superó la segunda ronda desde su última aparición a nivel internacional en 1998. El club desapareció en el año 2000 y su lugar fue ocupado por el Olympique de Moka.

## Palmarés
- Primera División de las islas Mauricio: 8

1987, 1989, 1990, 1991, 1992, 1995, 1996, 1997
- Copa de Mauricio: 5

1985, 1987, 1992, 1993, 1996
- Copa de la República de Mauricio: 7

1990, 1992, 1993, 1994, 1996, 1997, 1998

## Participación en competiciones de la CAF
| Temporada | Torneo                            | Ronda      | Club                  | Casa | Visita | Global  |
| --------- | --------------------------------- | ---------- | --------------------- | ---- | ------ | ------- |
| 1988      | Copa Africana de Clubes Campeones | Preliminar | Lesotho Defense Force | 3-0  | 0-2    | 3-2     |
| 1988      | Copa Africana de Clubes Campeones | 1          | Black Rhinos FC       | 2-1  | 2-2    | 4-3     |
| 1988      | Copa Africana de Clubes Campeones | 2          | Matchedje Maputo      | 2-0  | 1-5    | 3-5     |
| 1990      | Copa Africana de Clubes Campeones | Preliminar | AS Sotema             | 4-1  | 0-2    | 4-3     |
| 1990      | Copa Africana de Clubes Campeones | 1          | AFC Leopards          | 0-3  | 1-1    | 1-4     |
| 1991      | Copa Africana de Clubes Campeones | 1          | Denver Sundowns       | 6-0  | 1-2    | 7-2     |
| 1991      | Copa Africana de Clubes Campeones | 2          | Nkana Red Devils      | 2-0  | 1-4    | 3-4     |
| 1992      | Copa Africana de Clubes Campeones | 1          | AS Sotema             | 2-3  | 1-0    | 3-3 (a) |
| 1993      | Copa Africana de Clubes Campeones | Preliminar | Matlama FC            | 3-1  | 1-2    | 4-3     |
| 1993      | Copa Africana de Clubes Campeones | 1          | Al Hilal Omdurmán     | 2-0  | 1-0    | 3-0     |
| 1993      | Copa Africana de Clubes Campeones | 2          | Nkana Red Devils      | 1-1  | 0-0    | 1-1 (a) |
| 1996      | Copa Africana de Clubes Campeones | Preliminar | Express FC            | 3-1  | 0-1    | 3-2     |
| 1996      | Copa Africana de Clubes Campeones | 1          | Zamalek SC            | 2-1  | 1-3    | 3-4     |
| 1997      | Liga de Campeones de la CAF       | 1          | JS Saint-Pierroise    | 0-3  | 1-0    | 1-3     |
| 1998      | Liga de Campeones de la CAF       | Preliminar | SS Saint-Louisienne   | 1-0  | 2-1    | 3-1     |
| 1998      | Liga de Campeones de la CAF       | 1          | Ferroviário de Maputo | 0-0  | 0-4    | 0-4     |

## Jugadores destacados
| - Elvis Antoine | - Orwin Castel | - Ashley Mocudé |